# Зарічна (Нижньотагільський міський округ)
Зарі́чна (рос. Заречная) — присілок у складі Нижньотагільського міського округу Свердловської області.
Населення — 17 осіб (2010, 22 2002).
Національний склад станом на 2002 рік: росіяни — 100 %.